# Schloss Rohrbach (Weistrach)
Schloss Rohrbach ist ein Schloss nordwestlich, etwas außerhalb des Ortskerns der Gemeinde Weistrach an der nach Haag in Niederösterreich führenden Bundesstraße.

## Geschichte
Die Geschichte des Schlosses, dessen heutige Erscheinungsform überwiegend aus dem 16. und 17. Jahrhundert herrührt, reicht weit bis ins Mittelalter zurück.
Auf ursprünglich Bambergischem Besitz entstand die "Veste Rohrbach", dessen Eigentümer die Ritter von Rohrbach, urkundlich in einer Meßstiftung des Jahres 1370 erstmals fassbar sind. Die Rohrbacher standen im Dienste der Habsburger und Herren von Walsee: Wolfgang V. von Walsee bestimmte Ulrich II. von Rohrbach († 1426) zum Pfleger auf Burg Seisenegg; Johann von Rohrbach (* vor 1426; † 1476), Rat und Kämmerer Kaiser Friedrichs III., erhielt u. a. die Pfandherrschaften Salaberg und St. Peter in der Au – beide in unmittelbarer Nähe des Stammsitzes in Niederösterreich, die Herrschaft Neuburg am Inn mit den dazugehörigen Burgen Wernstein, Frauenhaus und Neuenfels sowie die Reichsgrafenwürde in der reichsunmittelbaren Grafschaft Neuburg.
1486 wurde die Burg Rohrbach von den Ungarn unter Matthias Corvinus eingenommen und stark befestigt, so dass diese erst nach dem Tod des Ungarnkönigs 1490 von den Österreichern zurückerobert werden konnte. Als Pfleger des Bistums Freising verteidigte Georg von Rohrbach († 1532) das Schloss Waidhofen an der Ybbs erfolgreich gegen die anstürmenden Türken. Mit Hans Adam starb das Geschlecht der Rohrbacher Mitte des 17. Jahrhunderts aus.
Seine Witwe, Anna Margarethe (Marusch) Freiin von Puchheim, heiratete den aus Schlesien stammenden Protestanten Wolf Helmhardt von Hohberg (* 1612; † 1688).
Hohberg, Landwirt, Ökonom und Dichter wurde 1659 in den niederösterreichischen Herrenstand erhoben und konnte dann von seinen Stieftöchtern die Herrschaft Rohrbach und das dazugehörige kleine, 1487 von Wolfgang von Rohrbach († 1497) erbaute Schlößchen Klingenbrunn in Haag (1848 abgerissen) käuflich erwerben.
Aus religiösen Gründen gezwungen, musste Wolf Helmhardt 1664 nach Regensburg auswandern und seine Besitzungen an einen katholischen aus Tirol stammenden und im nahen Steyr ansässigen Handelsherrn – Matthäus Riss Ritter von Risenfels (* 1606; † 1668) verkaufen. Dessen Söhne Franz (* 1636; † 1700) und Johann Baptist (* 1638; † 1699) wurden von Kaiser Leopold I. 1686 in den erblichen Freiherrenstand erhoben.
Während die jüngere Linie zu Engelsegg in Steyr (Oberösterreich) und Gassenegg in St. Peter in der Au (Niederösterreich) im 18. Jahrhundert erlischt, verbleibt Rohrbach und Klingenbrunn bei den Nachkommen des Franz Reichsfreiherrn von Risenfels.
Mit Philipp (* 1860) starben am 13. Jänner 1932 die Risenfels im Mannesstamme aus und zwei seiner vier Töchter, Elisabeth (* 1896; † 1979) und Johanna (* 1905; † 1980) erbten den Besitz. Elisabeth verkaufte ihren Anteil 1954 an ihre Schwester, die Schloss Rohrbach 1972 an ihren Großneffen Marius Mautner Markhof (* 1928; † 2005) abtrat und bis zu ihrem Tod auf Rohrbach verblieb. Das Schloss wird noch heute von seiner Familie bewohnt und bewirtschaftet.